# أندرو هنت
أندرو هنت هو مؤرخ كندي، ولد في 1968 في كالغاري في كندا.